# Felton Perry
Felton Perry (Chicago, Illinois; 11 de septiembre de 1945) es un actor estadounidense, más conocido por su papel como el inspector Early Smith en la película Magnum Force (1973) y como Donald Johnson en la película RoboCop (1987). Repitió el papel de Donald Johnson en las secuelas Robocop 2 (1990) y Robocop 3 (1993). 
Ha hecho apariciones especiales en la televisión y ha aparecido en series de televisión como Adam-12, Ironside, Hill Street Blues, LA Law, Cagney and Lacey, What's Happening Now!!, The Partridge Family, Barnaby Jones, The Fresh Prince of Bel-Air, NYPD Blue, Judging Amy, Civil Wars, Murphy Brown, Stingray, Marcus Welby, Sports Night y The West Wing.

## Filmografía
- Hollywood Vampyr (2002)
- Dark Breed (1996)
- Dumb & Dumber (1994)
- Puppet Master 4 (1993)
- Relentless 3 (1993)
- RoboCop 3 (1993)
- Talent for the Game (1991)
- RoboCop 2 (1990)
- Weeds (1987)
- RoboCop (1987)
- Down and Out in Beverly Hills (1986)
- Sudden Death (1977)
- The Towering Inferno (1974)
- Magnum Force (1973)
- Walking Tall (1973)
- Brute Cops (1972)
- Medium Cool (1969)